# わたしの凡てを
『わたしの凡てを』（わたしのすべてを）は、1954年5月12日に公開された日本映画。同時上映は『夏祭り落語長屋』

## 解説
ミス・ユニバースで3位になった「八頭身美人」伊東絹子のデビュー作として企画されたメロドラマ。監督を担当した市川崑は、「軽快でコメディタッチな作風を想定していたが、プロデューサーからメロドラマな作風を要望された結果、作風が中途半端になってしまった」と後年に述懐している。

## キャスト
- 池部良:関三郎
- 有馬稲子:絢城るい
- 伊東絹子:北村道子
- 上原謙:風間厚
- 日高澄子:お敏
- 二本柳寛:車坂幸彦
- 加東大介:幾多十吉
- 藤原釜足:自烈軒主人
- 塩沢登代路:蒲原秋枝
- 沢村貞子:風間の叔母
- 大川平八郎:門倉
- 山田巳之助:北村彦造
- 出雲八枝子:風間家の婆や
- 三條利喜江:田村デザイナー
- トニー谷:司会者
- ファッション・モデル・グループ、スミレ・モデル・グループ:その他
- 三遊亭百生：大阪レイヨンの社長（るいの父親）
- 鏑木ハルナ：ミルクホールの娘
- 馬野都畄子：道子とお敏の母親
- 三田照子：お敏の朋輩
- 山本廉：新聞記者
- 岡豊：大阪レイヨンの社員
- 河崎堅男、大城政子:役柄不明

## スタッフ
- 監督：市川崑
- 製作：滝村和男
- 原作：菊田一夫
- 脚本：梅田晴夫、浅野辰雄、市川崑
- 撮影：三浦光雄
- 照明：猪原一郎
- 美術：阿久根巌
- 録音：保坂有明
- 編集：大井幸造
- 音楽：服部良一
- 主題歌作詞：菊田一夫
- 主題歌作曲：服部良一
- ＜虹の並木道＞唄：奈良光枝、岡本敦郎
- ＜わたしの凡てを＞唄：二葉あき子（コロムビアレコード）
- 振付：藤間金柳
- 特殊技術：東宝技術部
- 記録：土屋テル子
- 助監督：小松幹雄
- 製作担当：馬場和夫
- スチール：吉崎松雄
- 現像：東宝現像所